# برايان فوغلر
برايان فوغلر (بالإنجليزية: Brian Vogler)‏ هو لاعب كرة قدم أمريكية أمريكي، ولد في 7 مارس 1992 في موريستاون في الولايات المتحدة.